# Escadron de chasse 1/30 Valois
L'escadron de chasse 1/30 Valois est une ancienne unité de combat de l'armée de l'air française. Il était installé sur la base aérienne 110 Creil et sur la base aérienne 112 Reims-Champagne et ses avions portaient un code entre 10-SA et 10-SZ et 30-SA et 30-SZ

## Historique
La 10e Escadre de Chasse a été créée en 1956 et était chargée de défendre la région parisienne. L'EC 1/10 Valois est transformé sur SMB2 en 1958. Il est équipé de Mirage IIIC en 1974, ces avions ayant la particularité de recevoir à partir de 1975 une peinture bleu ciel adaptée à sa mission de défense aérienne. Les premiers Mirage F1C sont réceptionnés fin 1981. À la dissolution de la 10e Escadre de Chasse, le 30 mai 1985, l'EC 1/10 Valois devient l'Escadron de chasse 1/30 Valois et rejoint la base aérienne 112 Reims-Champagne.

## Désignations successives
- Au sein de la 10e escadre de chasse :
  - Escadron de chasse 3/10 Valois : du 31 juillet 1956 au 1er février 1958
  - Escadron de chasse 1/10 Valois : du 1er février 1958 au 1er avril 1985
- Au sein de la 30e escadre de chasse :
  - Escadron de chasse 1/30 Valois : du 1er avril 1985 au 27 juin 1994

## Escadrilles

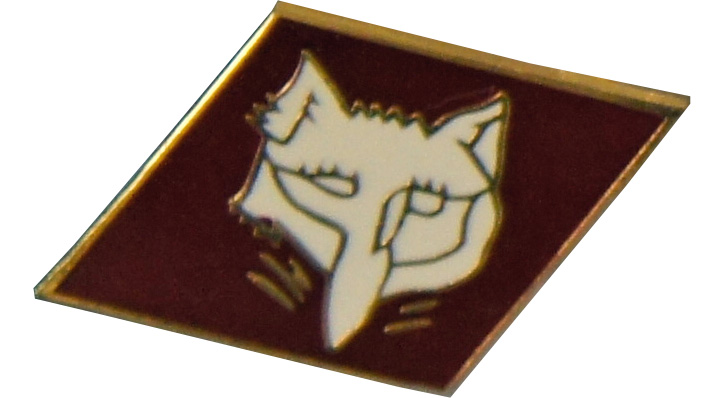
Insigne de la SPA 84 Renard

- SPA 93 "Canard"
- SPA 84 "Renard"

## Bases
- Base aérienne 110 Creil : du 31 juillet 1956 au 1er avril 1985
- Base aérienne 112 Reims-Champagne : du 1er avril 1985 au 27 juin 1994

## Appareils
- Dassault Mystère II (1956-1957)
- Dassault Mystère IV (1957-1959)
- Dassault Super Mystère B2 (1958-1974)
- Dassault Mirage IIIC (1974-1981)
- Dassault Mirage F1C (1981-1994)
- Dassault Mirage F1C-200 (1984-1994)

## Culture populaire
- Dans le troisième album de la série de bande dessinée Les Aventures de Tanguy et Laverdure, Danger dans le ciel, les protagonistes sont affectés au sein de l'escadron de chasse 1/10 Valois dans l'escadrille SPA 93 Canard, à Creil.